# Ginástica artística nos Jogos Olímpicos de Verão de 2004 - Solo masculino
A final masculina do solo da ginástica artística nos Jogos Olímpicos de Verão de 2004 foi realizada no Olympic Indoor Hall de Atenas, em 22 de agosto.

## Medalhistas
| Ouro   | CAN Kyle Shewfelt     |
| Prata  | ROU Marian Dragulescu |
| Bronze | BUL Jordan Jovtchev   |

## Atletas classificados
- ROU Marian Dragulescu
- ESP Gervasio Deferr
- CAN Kyle Shewfelt
- JPN Daisuke Nakano
- JPN Isao Yoneda
- USA Morgan Hamm
- USA Paul Hamm
- BUL Jordan Jovtchev

## Resultados
| Pos.              | Ginasta               | Nota A | Pen. | Total |
| ----------------- | --------------------- | ------ | ---- | ----- |
| Medalha de ouro   | CAN Kyle Shewfelt     | 10.00  |      | 9.787 |
| Medalha de prata  | ROU Marian Drăgulescu | 10.00  |      | 9.787 |
| Medalha de bronze | BUL Jordan Jovtchev   | 10.00  |      | 9.775 |
| 4                 | ESP Gervasio Deferr   | 10.00  |      | 9.712 |
| 5                 | USA Paul Hamm         | 10.00  |      | 9.712 |
| 6                 | JPN Daisuke Nakano    | 10.00  |      | 9.712 |
| 7                 | JPN Isao Yoneda       | 10.00  |      | 9.662 |
| 8                 | USA Morgan Hamm       | 10.00  | 0.1  | 9.650 |